# Erménéric
Erménéric ou Hermenericus (fl. 465-474), est un aristocrate et homme politique de l'Empire romain d'Orient.
Fils du puissant général Aspar, il fut consul en 465 et joua un rôle discret mais significatif dans les luttes de pouvoir de la fin du Ve siècle, notamment sous les règnes de Léon Ier et de Zénon.

## Biographie

### Origines et famille
Erménéric est le fils de Flavius Ardaburius Aspar, un général d'origine alaine et gothique, influent à la cour impériale de Constantinople. Sa mère était une noble ostrogothe, sœur de Triarius et tante de Théodoric Strabon, ce qui liait Erménéric à la dynastie des Amales. Il avait deux frères : Ardabour et Patrice. Le choix de son nom pourrait refléter une volonté d'affirmer une filiation avec le roi gothique Ermanaric, renforçant ainsi ses liens avec l'aristocratie germanique. 

### Carrière politique
En 465, Erménéric fut nommé consul pour l'Orient aux côtés de Basiliscus, le beau-frère de l'empereur Léon Ier. Ce consulat symbolise l'influence persistante de son père Aspar, alors au sommet de son pouvoir. Cependant, les sources occidentales mentionnent une date antérieure pour ce consulat. 
En 471, l'empereur Léon Ier, cherchant à réduire l'influence des Germains à la cour, fait exécuter Aspar et Ardabur. Selon Candidus, Erménéric échappe à ce massacre, probablement grâce à l'intervention de Zénon, qui l'envoie en Isaurie pour se réfugier. Là, il épouse une fille illégitime de Zénon, consolidant ainsi une alliance politique.

### Retour à Constantinople et rôle militaire
Après la mort de Léon Ier en 474, Erménéric retourne à Constantinople. Sous le règne de Zénon, il aurait été impliqué dans un complot contre l'empereur, qu'il aurait ensuite trahi. En 484, il est mentionné comme commandant d'un contingent de Ruges envoyé pour combattre le rebelle Illus, soulignant son rôle militaire actif dans les conflits internes de l'Empire.

### Postérité
Les sources ne fournissent pas d'informations sur la fin de la vie d'Erménéric. Il semble s'être retiré de la vie publique après 484. Son parcours illustre les dynamiques complexes entre les élites militaires d'origine barbare et le pouvoir impérial à Constantinople au Ve siècle.